# 久慈政宗
久慈政宗，日本輕小說作家、動畫編劇。代表作是亦改編成同名電視動畫的《魔裝學園H×H》。

## 人物簡介
2012年以入圍第18屆Sneaker大賞優秀獎出道。出道之後，將的標題改名為《魔裝學園H×H》。2016年1月宣布製作電視動畫，同年7月至9月首播。
2017年7月首播電視動畫《第一次的辣妹》開始也投入動畫編劇。

## 作品概覽

### 小說
角川Sneaker文庫
- 魔裝學園H×H（插圖：Hisasi，全14冊）尖端出版
- 迷幻魔域（插圖：平，全8冊）台灣角川
- 暗黑Hello Work！（已經出版1冊）
- 魔王學園的反叛者 ～人類最初的魔王候補和自己的少女眷屬向着王座發起衝擊～（插圖：kakao，已經出版4冊） 東立

富士見Fantasia文庫
- 轉生魔王茱麗葉（插圖：零，已經出版2冊）[2]東立出版社

### 電視動畫
- 魔裝學園H×H（第6話、第9話劇本）
- 第一次的辣妹（第4、8話劇本）
- 我喜歡的妹妹不是妹妹（第6、7話劇本）

### 漫畫原作
- 甜蜜合租陷阱（作畫：神月洸壱，月刊龍時代2021年12月號[3] - 連載中）

## 外部連結
- 久慈政宗的X（前Twitter） （日語）